# Saint-Symphorien-sur-Coise
Saint-Symphorien-sur-Coise település Franciaországban, Rhône megyében. Lakosainak száma 3749 fő (2022. január 1.). Saint-Symphorien-sur-Coise Pomeys, Saint-Denis-sur-Coise, Coise és Larajasse községekkel határos.

## Népesség
A település népessége az elmúlt években az alábbi módon változott:
| Lakosok száma | 3566 | 3627 | 3743 | 3682 | 3687 | 3710 | 3704 | 3712 | 3749 |
|               | 2013 | 2015 | 2016 | 2017 | 2018 | 2019 | 2020 | 2021 | 2022 |